# Psilosis

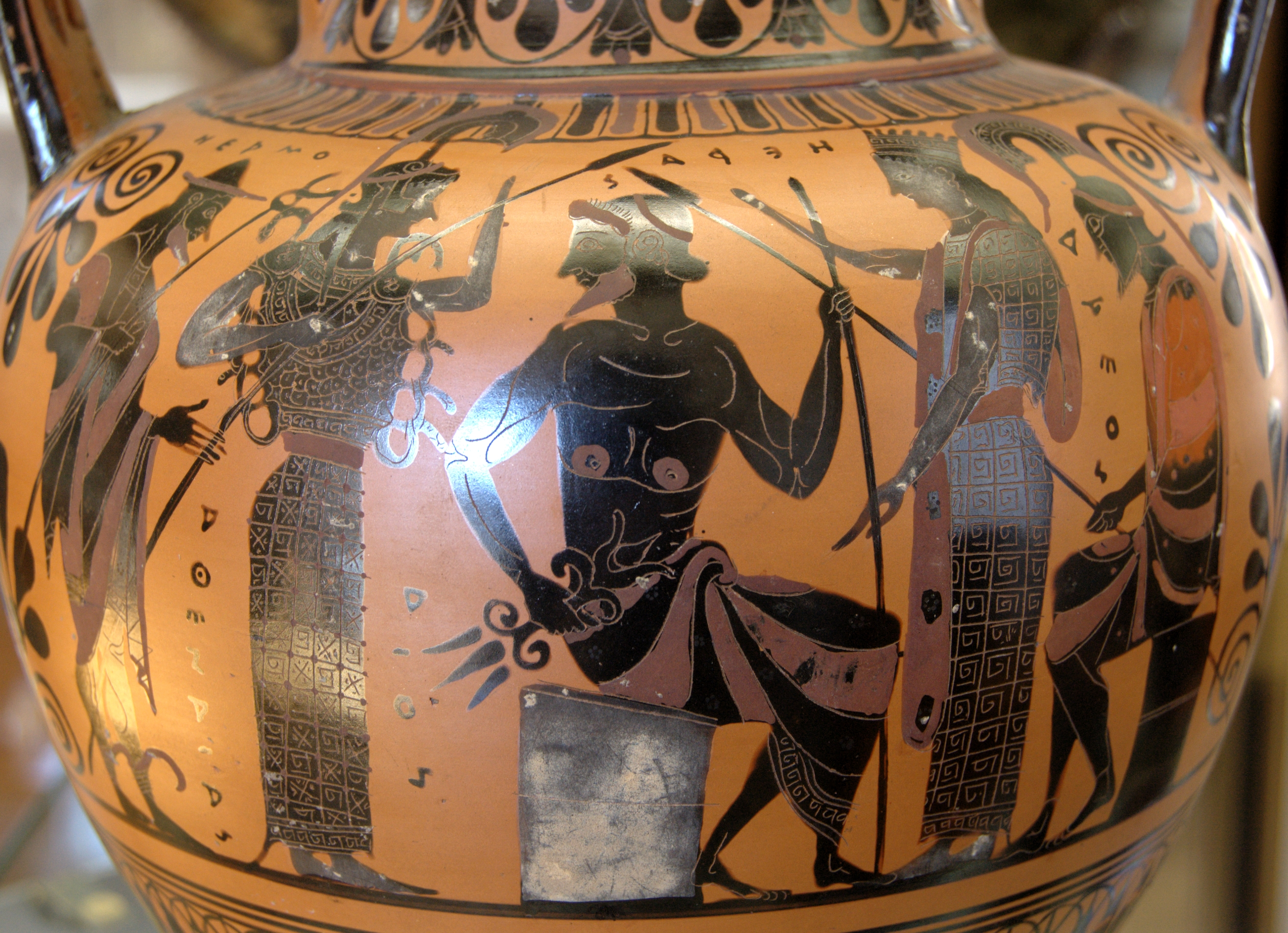
Hera escrito como HERAS en un ánfora con cuello del final del siglo VI a. C.

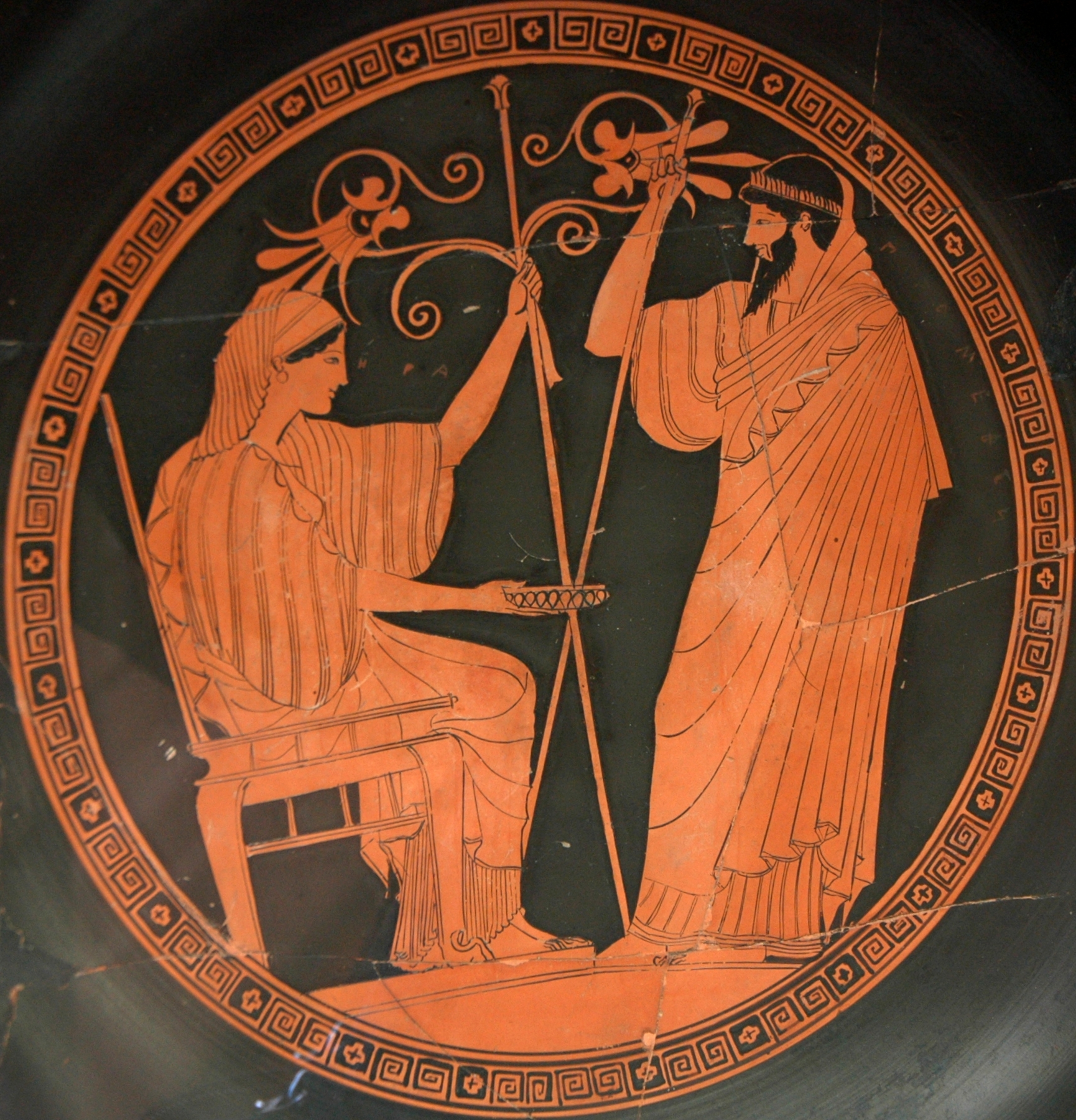
Hera escrito como HRA en un cálix ático, 490–480 a. C.

La psilosis es el cambio fonético por el que el griego antiguo perdió la consonante /h/ durante la antigüedad. El término proviene del griego ψίλωσις psilosis ("suavizado, adelgazamiento") a propósito del nombre del espíritu suave (ψιλή psilḗ), el signo que marca la ausencia de /h/ inicial en una palabra. Los dialectos que han perdido /h/ se denominan psilóticos.
El fenómeno lingüístico es comparable a la pérdida de /h/ en el latín tardío o en algunos dialectos del inglés moderno.

## Historia
La pérdida de /h/ ocurrió en diferentes momentos en diferentes dialectos del griego. Los dialectos jónicos orientales, el dialecto eólico de Lesbos, así como los dialectos dóricos de Creta y Elis, ya eran psilóticos al comienzo de su registro escrito. En el griego ático, hubo una amplia variación en el habla popular durante el período clásico, pero en el lenguaje estándar formal se mantuvo la /h/. Esta variación continuó en el koine helenístico. Los gramáticos alejandrinos que codificaron la ortografía griega durante los siglos II y I a. C. y que, entre otras cosas, introdujeron los signos de espíritu áspero y suave, todavía usaban la distinción entre palabras con y sin /h/ inicial, pero evidentemente escribían en un momento en que muchos hablantes ya no dominaban esta distinción de forma nativa. En el período romano tardío y bizantino temprano, /h/ se había perdido en todas las variedades del idioma.

## Ortografía

### Eta y heta
La pérdida de / h / se refleja en el desarrollo del alfabeto griego por el cambio en la función de la letra eta (Η), que primero sirvió como signo consonántico para /h/ ("heta") pero luego, en los dialectos psilóticos, se reutilizó como el signo de la vocal larga /ɛː/.

### Espíritu áspero y suave
En el sistema politónico de ortografía que comenzó a usarse en el período helenístico del griego antiguo, el sonido /h/ original, donde solía ocurrir, está representado por un diacrítico, el espíritu áspero. Este signo también se usa convencionalmente en analogía con el uso ático cuando se traducen textos del dialecto jónico, que ya era psilótico cuando se escribieron los textos. Para los textos eólicos, sin embargo, la convención es marcar todas las palabras como no aspiradas.